# 1964年夏季残疾人奥林匹克运动会澳大利亚代表团
1964年夏季残疾人奥林匹克运动会澳大利亚代表团是澳大利亚派出的1964年夏季残疾人奥林匹克运动会代表团。获得12枚金牌、11枚银牌和7枚铜牌。